# Melanagromyza tempestiva
Melanagromyza tempestiva är en tvåvingeart som beskrevs av Spencer 1973. Melanagromyza tempestiva ingår i släktet Melanagromyza och familjen minerarflugor.
Artens utbredningsområde är Bahamas. Inga underarter finns listade i Catalogue of Life.